# Albert II van Monaco
Albert Alexandre Louis Pierre Grimaldi (Monaco, 14 maart 1958) is het hoofd van het Huis Grimaldi en vorst van Monaco. Hij is de zoon van vorst Reinier III van Monaco en de Amerikaanse actrice Grace Kelly. Zijn zussen zijn prinses Caroline en prinses Stéphanie van Monaco.
Prins Albert geldt als een van de rijksten onder de regerende vorsten ter wereld. Zijn rijkdom wordt geschat op meer dan 1 miljard dollar: grote domeinen in Monaco en in Frankrijk (zonder het Prinselijk paleis van Monaco) en zijn bedrijf "Société des bains de mer de Monaco". Zijn rijkdom heeft geen betrekking op andere leden van het Huis Grimaldi, die allen tezamen meer dan 2,5 miljard dollar bezitten.

## Levensloop
Albert heeft politieke wetenschappen gestudeerd en is in 1981 afgestudeerd aan het Amherst College in de Verenigde Staten. Hij liep stage bij Wells Rich en Greene, Morgan Guaranty Bank, LVMH en Rogers en Wells.
Albert heeft vijf keer meegedaan aan de Olympische Winterspelen als bobsleeër. Hij werd in 1985 IOC-lid, in 1989 vicevoorzitter en is sinds 2008 ere-lid. In april 2006 maakte hij een expeditie naar de Noordpool, die hij op Pasen, 16 april 2006 bereikte. Hij trad hiermee in de voetsporen van zijn overgrootvader Albert I die in 1906 ook deelnam aan een poolexpeditie (die overigens de pool niet haalde) en sluit aan bij de traditie van Monegaskische soevereinen om via hun positie de aandacht te vestigen op de milieuproblematiek.
Op 31 maart 2005 nam Albert met onmiddellijke ingang alle taken met betrekking tot de regering van het vorstendom Monaco over van zijn stervende vader Reinier III. Deze overleed een week later, op 6 april 2005. Op 12 juli 2005 besteeg hij officieel de troon en op 19 november van datzelfde jaar vond de inzegening plaats door de aartsbisschop van Monaco, monseigneur Bernard Barsi.
Prins Albert was de enige regerende vorst die op 30 april 2013 aanwezig was bij de inhuldiging van koning Willem-Alexander in Amsterdam.

## Opvolging en familiebetrekkingen
Albert heeft twee buitenechtelijke kinderen. Op 6 juli 2005 erkende hij zijn op 24 augustus 2003 geboren zoon Alexandre Eric Stephane Coste, die als moeder de Française van Togolese afkomst Nicole Tossoukpe heeft. De vorst bekende op 1 juni 2006 ook nog een dochter te hebben, Jazmin Grace Grimaldi (geb. 4 maart 1992), die hij ook erkende. De moeder van Jazmin is Tamara Rotolo. Als buitenechtelijke kinderen zijn beiden niet troongerechtigd.
Albert begon in 2006 een relatie met de twintig jaar jongere Charlene Wittstock, voormalig olympisch zwemster uit Zuid-Afrika.die leidde tot een verbintenis. Hun burgerlijk huwelijk werd op 1 juli 2011 voltrokken door Philippe Narmino, de voorzitter van de Monegaskische Raad van State. Het kerkelijk huwelijk vond plaats op 2 juli 2011 op de binnenplaats van het Palais Princier. De mis werd geleid door de aartsbisschop van Monaco, Monseigneur Bernard Barsi.
Prinses Charlène schonk op 10 december 2014 het leven aan prinses Gabriella en prins Jacques. Jacques is, door de Salische Wet, de eerste in lijn voor de troonopvolging in Monaco, vóór zijn oudere tweelingzus Gabriella.

## Functies
Albert vervult nu de volgende functies:
- Staatshoofd van het vorstendom Monaco
- President van het Festival de télévision de Monte-Carlo
- President van het Rode Kruis van Monaco
- Vicepresident van de Princess Grace Foundation
- President van de Economic Study Group Monaco
- Hoofd van de delegaties van Monaco van de Verenigde Naties
- Lid van het IOC
- Een van de eigenaren van Yoctocosmos (zijn sociaal netwerk)
- Lid van het World Economic Forum

Reinier I · Karel I, Anton, Reinier II en Gabriël · Lodewijk en Jan I · Lodewijk · Ambrosius en Jan I · Jan I · Catalanus · Claudine · Lambert · Jan II · Lucianus · Augustinus · Honorius I · Karel II · Hercules · Honorius II · Lodewijk I · Anton I · Louise Hippolyte · Jacobus I · Honorius III · Honorius IV · Honorius V · Florestan I · Karel III · Albert I · Lodewijk II · Reinier III · Albert II
Emmanuel (Andorra) · Josep-Lluís (Andorra) · Hamad (Bahrein) · Filip (België) · Jigme Khesar Namgyel Wangchuck  (Bhutan) · Hassanal Bolkiah (Brunei) · Norodom Sihamoni (Cambodja) · Charles III (Commonwealth realms) · Frederik X (Denemarken) · Naruhito (Japan) · Abdoellah II (Jordanië) · Meshaal (Koeweit) · Letsie III (Lesotho) · Hans Adam II (Liechtenstein) · Henri (Luxemburg) · Mohammed VI (Marokko) · Albert II (Monaco) · Willem-Alexander (Nederland) · Harald V (Noorwegen) · Haitham (Oman) · Tamim (Qatar) · Salman (Saoedi-Arabië) · Felipe VI (Spanje) · Mswati III (Swaziland) · Rama X (Thailand) · Tupou VI (Tonga) · Mohammed (Verenigde Arabische Emiraten) · Leo XIV (Vaticaan) · Carl Gustaf XVI (Zweden)
- Bibliothèque nationale de France: cb15051341j (data)
- Gemeinsame Normdatei: 132814412
- International Standard Name Identifier: 0000 0000 7846 1908
- Library of Congress Control Number: n2006091271
- MusicBrainz: 1d8a7ace-6496-459a-93cd-ffb8fe2e1d58
- Nationale Bibliotheek van Tsjechië: xx0032126
- Nationale Bibliotheek van Israël: 987007592268405171
- SNAC: w65c5bbp
- Système universitaire de documentation: 099438151
- Virtual International Authority File: 49510083
- WorldCat: E39PBJxRxhkW8mbjwGg6XFHKVC